# Yamaha Banshee YFZ350
Pour les articles homonymes, voir Banshee (homonymie).
 (novembre 2023).
Si vous disposez d'ouvrages ou d'articles de référence ou si vous connaissez des sites web de qualité traitant du thème abordé ici, merci de compléter l'article en donnant les références utiles à sa vérifiabilité et en les liant à la section « Notes et références ».
En pratique : Quelles sources sont attendues ? Comment ajouter mes sources ?
Le Yamaha Banshee YFZ350 est un quad fabriqué par l'entreprise japonaise Yamaha.

## Description
Le Banshee YFZ350 a longtemps été le quad le plus puissant avec son moteur bicylindre, dérivé de celui de la 350 RD.
En 2022, grâce à la technologie deux temps avec quelques modifications, il reste le quad le plus puissant, passant de 52 ch à plus de 100 ch avec échappement[Quoi ?] et remplacement des carburateurs.